# أرتور فيلازكو
أرتور فيلازكو (بالإنجليزية: Arturo Velazco)‏ هو لاعب كرة قدم أمريكي في مركز الدفاع، ولد في 18 ديسمبر 1964 في سان دييغو في الولايات المتحدة. شارك مع منتخب الولايات المتحدة لكرة القدم. أما مع النوادي، فقد لعب مع ميلواكي وايف ونادي غوادالاخارا.